# Peter Szivatz
Peter Szivatz (* 6. September 1940 in Wien; † 5. August 1979 in Wien) war ein österreichischer Journalist und Schriftsteller.

## Biografie
Peter Szivatz wurde 1940 in Wien geboren. Er besuchte das Realgymnasium in der Waltergasse in Wien-Wieden, wo sein Deutschlehrer Ernst Jandl war. Nach der Matura arbeitete er als Journalist zunächst bei der Tageszeitung Express im Kulturressort. Dann bei der Neuen Zeitung, wo er unter anderem auch als Gerichtssaalreporter tätig war. Diese Zeitungen überdauerten die damaligen Konzentrationstendenzen im Printmedienbereich nicht lange und wurden aufgekauft bzw. eingestellt. Peter Szivatz wurde freier Journalist und arbeitslos. Er starb 1979 in Wien. Sein Roman Kipfler wurde erst postum verlegt. Er war Vater zweier Töchter.

## Werke
- Kipfler. Der Roman vom höchst befremdlichen Leben des Oberlandesgerichtsrates Dr. Theodor Kipfler-Schnurpfeil und seines nicht minder erstaunlichen Bruders Leopold, genannt Poldo, nebst der honetten Damen Henriette, einem sonderlichen Rechtspraktikanten, verschiedenen anderen Zeitgenossen sowie dem nachdenklichen Redakteur Alois Schneewandl, Roman, Wiener Journal Zeitschriftenverlags Ges.m.b.H. [Edition Atelier], Wien 1988, ISBN 3-900379-28-9

| Personendaten    | Personendaten                                  |
| ---------------- | ---------------------------------------------- |
| NAME             | Szivatz, Peter                                 |
| KURZBESCHREIBUNG | österreichischer Journalist und Schriftsteller |
| GEBURTSDATUM     | 6. September 1940                              |
| GEBURTSORT       | Wien                                           |
| STERBEDATUM      | 5. August 1979                                 |
| STERBEORT        | Wien                                           |